# Pedro Montt
Pedro Montt Montt (Santiago del Cile, 29 giugno 1846 – Brema, 16 agosto 1910) è stato un avvocato e politico cileno.
Figlio dell'ex presidente Manuel Montt Torres, fu presidente del Cile dal 18 settembre 1906 al 16 agosto 1910, quando morì.
Conseguita la laurea in Giurisprudenza a soli vent'anni, aderì attivamente all'Unión Nacional (il partito conservatore) e fu eletto più volte deputato dal 1876 al 1900, occupando anche la Presidenza della Camera dal 1898 al 1900. Sostenitore del presidente José Manuel Balmaceda, partecipò al suo governo come ministro di Giustizia, Culto e Pubblica Istruzione (1886-1887), poi dei Lavori Pubblici (1887) e infine delle Finanze, ma si allontanò dal presidente quando questi manifestò i suoi propositi autoritari per superare l'opposizione del Congresso Nazionale. Dopo la guerra civile del 1891 fu ministro plenipotenziario a Washington e ministro dell'Interno nel governo del presidente Jorge Montt. Senatore dal 1900, sconfitto alle presidenziali del 1901 da Germán Riesco, vinse le elezioni del 1906 come candidato dell'Unión Nacional.
Varò un importante piano di lavori pubblici per ricostruire la zona del paese colpita dal terremoto. Fece proseguire i lavori per la ferrovia longitudinale, che avrebbe dovuto percorrere il Cile da nord a sud, da Tacna a Puerto Montt, e inaugurò la ferrovia Transandina per Mendoza (Argentina). Gravemente malato, si recò in Germania per curarsi, ma morì prima della scadenza del suo mandato, il 16 agosto 1910.
Il vicepresidente Elías Fernández Albano, cui Montt aveva delegato il governo, morì poco tempo dopo, così il potere fu assunto dal ministro più anziano, Emiliano Figueroa Larraín.